# Њу Ноксвил (Охајо)
Њу Ноксвил (енгл. New Knoxville) град је у америчкој савезној држави Охајо.

## Демографија
По попису из 2010. године број становника је 879, што је 12 (-1,3%) становника мање него 2000. године.
| Група             | 2000.       | 2010.       |
| Белци             | 878 (98,5%) | 861 (98,0%) |
| Афроамериканци    | 2 (0,2%)    | 0 (0,0%)    |
| Азијати           | 3 (0,3%)    | 0 (0,0%)    |
| Хиспаноамериканци | 1 (0,1%)    | 11 (1,3%)   |
| Укупно            | 891         | 879         |